# Ремеслова, Людмила Юрьевна
Людмила Юрьевна Ремеслова (род. 13 августа 1987, Яманаки, Чувашская АССР), в девичестве Кузьмина — российская легкоатлетка, специалистка по стипльчезу. Выступала на профессиональном уровне в 2005—2016 годах, член сборной России, обладательница серебряной медали Универсиады в Шэньчжэне, победительница и призёрка первенств всероссийского значения, участница ряда крупных международных стартов, в том числе чемпионата Европы в Барселоне. Представляла Чувашию и Московскую область. Мастер спорта России международного класса.

## Биография
Людмила Кузьмина родилась 13 августа 1987 года в деревне Яманаки Красноармейского района Чувашской АСС.
Занималась лёгкой атлетикой под руководством тренеров С. И. Егорова, В. Н. Щербака, М. П. Кузнецова.
Выступала на различных юниорских и молодёжных всероссийских первенствах начиная с 2005 года.
В 2007 году в беге на 3000 метров с препятствиями выиграла бронзовую медаль на молодёжном чемпионате России в Туле.
В 2008 году в стипльчезе получила серебро на молодёжном чемпионате России в Челябинске.
В 2009 году в той же дисциплине одержала победу на зимнем молодёжном всероссийском первенстве в Саранске и взяла бронзу на летнем молодёжном всероссийском первенстве в Казани. Будучи студенткой, представляла страну на Всемирной Универсиаде в Белграде, где в финале стипльчеза финишировала девятой.
В 2010 году победила на турнире в Новочебоксарске, заняла 13-е место на зимнем чемпионате России в Москве, выиграла серебряную медаль на летнем чемпионате России в Саранске. Попав в основной состав российской национальной сборной, выступила на чемпионате Европы в Барселоне — на предварительном квалификационном этапе бега на 3000 метров с препятствиями показала результат 10:10.83, чего оказалось недостаточно для выхода в финал. Также в этом сезоне стала бронзовой призёркой на турнире DécaNation во Франции.
В 2011 году была лучшей на международных турнирах в Португалии и Испании, на Кубке России в Ерино, с личным рекордом 9:26.03 финишировала второй на чемпионате России в Чебоксарах (позднее в связи с допинговой дисквалификацией Юлии Зариповой поднялась в итоговом протоколе до первой позиции). Принимала участие в Универсиаде в Шэньчжэне, где завоевала серебряную награду в своей дисциплине.
В 2012 году отметилась выступлением на международном турнире Prefontaine Classic в США, став восьмой в беге на 3000 метров с препятствиями. Бежала стипльчез на зимнем чемпионате России в Москве и на летнем чемпионате России в Чебоксарах, но в число призёров не попала.
Завершила спортивную карьеру по окончании сезона 2016 года.
За выдающиеся спортивные достижения удостоена почётного звания «Мастер спорта России международного класса».